# Cosne d’Épinossous
Die Cosne d’Épinossous ist ein Fluss in Frankreich, der im Département Saône-et-Loire in der Region Bourgogne-Franche-Comté verläuft. Sie  entspringt im Gemeindegebiet von Saint-Martin-en-Bresse, entwässert generell in nordwestlicher Richtung durch die Landschaft Bresse und mündet nach rund 22 Kilometern an der Gemeindegrenze von Damerey und Verjux als linker Nebenfluss in die Saône.

## Orte am Fluss
(Reihenfolge in Fließrichtung)
- Bellefond, Gemeinde Saint-Martin-en-Bresse
- Villegaudin
- Saint-Martin-en-Bresse